# Elis Manołowa
Elis Manołowa (bg. Элис Филипповна Манолова ;ur. 17 stycznia 1996) – bułgarska i od 2015 roku azerska zapaśniczka walcząca w stylu wolnym. Olimpijka z Tokio 2020, gdzie zajęła dziesiąte miejsce w kategorii 68 kg.
Brązowa medalistka mistrzostw świata w 2019. Mistrzyni Europy w 2019; druga w 2018, 2020 i 2022; trzecia w 2024. Mistrzyni igrzysk Solidarności Islamskiej w 2017 i druga w 2021. Trzecia w indywidualnym Pucharze Świata w 2020. Siódma w Pucharze Świata w 2017.
Trzecia na MŚ juniorów w 2015 i 2016. Wicemistrzyni Europy juniorów w 2015 i 2016, a trzecia na ME U-23 w 2016. Druga na MŚ U-23 w 2018. Mistrzyni Europy kadetek w 2012 roku.